# Nikolái Chebotariov
Nikolái Grigórievich Chebotariov (en ruso Николай Григорьевич Чеботарёв, en ucraniano Микола Григорович Чоботарьов Mikola Gryhorovich Chobotariov) 15 de junio de 1894, - 2 de julio de 1947) fue un matemático soviético, nacido en Kamianets-Podilski, Ucrania y fallecido en Moscú. Su contribución más conocida es el Teorema de densidad de Chebotariov.

## Biografía
Ingresó a la Universidad de Kiev en 1912, donde fue estudiante del destacado matemático ucraniano Dmitri Grave. En 1916 obtuvo su grado, y la maestría en 1918. En 1922 logró probar el teorema de densidad, conjeturado por Frobenius cuarenta años antes. Este teorema generaliza el de Dirichlet sobre los primos en una progresión aritmética.
Recibió su doctorado de la Academia de Ciencias de Ucrania, defendiendo una tesis basada en sus resultados de 1922, y en 1928 se convirtió en profesor de la Universidad de Kazán, donde habría de permanecer durante el resto de su vida. Allí fundó en 1934 el Instituto de Matemática y Mecánica que hoy lleva su nombre. Fue miembro correspondiente de la Academia de Ciencias de la URSS. Recibió el Premio Estatal de la Unión Soviética en 1948, y fue laureado también con la Orden de Lenin al mérito científico.

## Contribuciones
Además del teorema de densidad ya mencionado, Chebotariov trabajó en álgebra de polinomios. Dedicó un número de trabajos a la teoría de Galois, escribiendo sobre el tema un libro en dos volúmenes, "Teoría Básica de Galois" (1934, 1937) e impulsando la traducción de las obras de Galois al ruso. Trabajó también sobre grupos de Lie, y en 1940 escribió el primer texto en ruso sobre el tema, "Teoriya grupp Li" (Teoría de Grupos de Lie).

## Libros publicados
- Osnovi teorii Galua, Ch. I (1934, reeditado en 2004)
- Osnovi teorii Galua, Ch. II (1937, reeditado en 2004)
- Teoriya grupp Li. (1940, reeditado en 2003)
- Vvedenie v teoriyu algebr. (1949)